# پلژر پوینت (کالیفرنیا)
پلژر پوینت (به انگلیسی: Pleasure Point) یک منطقهٔ مسکونی در ایالات متحده آمریکا است که در شهرستان سانتا کروز، کالیفرنیا واقع شده‌است. پلژر پوینت ۵٫۲۱۶ کیلومتر مربع مساحت و ۵٬۸۴۶ نفر جمعیت دارد و ۱۰٫۰۶ متر بالاتر از سطح دریا واقع شده‌است.